# ŽKK Partizan
Ženski košarkaški klub Partizan (Servisch: Женски Кошаркашки клуб Партизан) is een damesbasketbalclub in Belgrado, Servië. Ze zijn een onderdeel van de omnisportvereniging Partizan.

## Geschiedenis
De club werd opgericht in 1953 en speelt haar thuiswedstrijden in Hala Sportova. De hoofdsponsor is de grootste Servische farmaceutisch bedrijf Galenika. In 2015 naam de club de naam "ŽKK Partizan 1953" aan. is een houder van 7 Landskampioenschappen, 5 Nationale bekers en 2 Adriatic League (Women) titels.

## Erelijst
- Landskampioen Joegoslavië: 3
  - Winnaar: 1984, 1985, 1986

- Bekerwinnaar Joegoslavië: 2
  - Winnaar: 1985, 1986
  - Runner-up: 1978, 1983

- Bekerwinnaar Servië/Montenegro:
  - Runner-up: 1996, 2000

- Landskampioen Servië: 4
  - Winnaar: 2010, 2011, 2012, 2013
  - Tweede: 2009, 2018

- Ciga Vasojević Cup: 3
  - Winnaar: 2011, 2013, 2018
  - Runner-up: 2010, 2014, 2024, 2025

- Adriatic Women League: 2
  - Winnaar: 2012, 2013

## ŽKK Partizan 2012/13
- Tamara Radočaj
- Saša Čađo
- Lidija Vučković
- Marina Mandić
- Nevena Jovanović
- Jelena Antić
- Dajana Butulija
- Kristina Baltić
- Milica Deura
- Biljana Dimitrijević
- Milica Dabović
- Biljana Stanković
- Brooke Queenan
- Ivona Bogoje

Trainer: Marina Maljković

## Bekende spelers
| - Ljiljana Stanojević - Biljana Majstorović - Olivera Krivokapić - Zorana Cvetković - Dragana Boreli - Zorica Ivetić - Olgica Mašić - Radmila Lekić - Sonja Krnjaja - Dragana Marković - Tanja Stevanović - Jelica Komnenović - Stojna Vangelovska - Jelena Popović - Cvetana Dekleva - Andreja Pukšić - Dragana Simić - Merhunisa Omerović - Mirjana Prljević - Olja Petrović - Jelica Dabović - Jelica Čanak - Dunja Prćić - Iva Roglić - Dina Šesnić - Mina Maksimović - Ivona Jerković |  | - Katica Krivić - Ilvana Zvizdić - Tanja Vesel - Jasmina Milojković - Branka Stojićević - Sanja Vesel - Tanja Stokić - Dijana Bukovac - Mirjana Medić - Aleksandra Radulović - Jadranka Savić - Sanja Lancoš - Svetlana Stanić - Ivanka Matić - Tanja Turanjanin - Ljiljana Božičković - Slavica Ilić - Tatjana Velanac - Gordana Tešić - Aleksandra Samardžić - Aleksandra Kukulj - Dušanka Ćirković - Bojana Janković - Alicia Gladden - Nataša Ivančević - Neda Đurić - Milica Dabović |  | - Jelena Špirić - Sanja Kovrlija - Suzana Milovanović - Jovana Milovanović - Ivana Drmanac - Tamara Ružić - Andrijana Vasović - Jovana Vukoje - Ljiljana Tomašević - Jelena Dangubić - Jelena Maksimović - Svetlana Petrović - Biljana Stjepanović - Milena Krstajić - Bojana Vulić - Tijana Brdar - Jelena Radić - Mirjana Velisavljević - Milena Vukićević - Sheena Moore - Jasmine Stone - Latoya Williams - Maja Miljković - Hajdana Radunović - Nataša Bučevac - Mirjana Beronja |

## Bekende trainers
- Borislav Ćorković
- Dragoljub Pljakić
- Vladislav Lučić
- Ljiljana Stanojević
- Dragomir Bukvić
- Miroslav Kanjevac
- Slađan Ivić
- Dragan Vuković